# Content Scramble System
Das Content Scramble System (CSS) ist ein Verfahren zur Verschlüsselung von DVD-Videoinhalten. Es wurde hauptsächlich von Matsushita und Toshiba entwickelt und wird von der DVD Copy Control Association (CCA), einem Unternehmen der Film- und der Konsumelektronikindustrie, lizenziert. Die Lizenz selbst ist gebührenfrei, es wird jedoch eine Verwaltungsgebühr von 5.000 Dollar im Jahr erhoben. CSS verwendet nur symmetrische Kryptographie und ist, bedingt durch mehrere Designfehler, komplett gebrochen.

## Funktionsweise
Lizenzierte DVD-Player, gleich ob Hard- oder Software, enthalten einen oder mehrere Schlüssel aus einem Satz von 409 Geräteschlüsseln (Player-Keys), welche von der CCA einmalig generiert wurden. Einzelne Schlüssel werden verschiedenen Herstellern von DVD-Playern zur Verfügung gestellt; prinzipiell sollten diese Schlüssel geheim bleiben.
Der Inhalt einer durch CSS geschützten DVD liegt in verschlüsselter Form vor, die zum Abspielen benötigten Schlüssel wechseln von Sektor zu Sektor (Sector-Key) bzw. von Kapitel zu Kapitel (Title-Key), befinden sich aber ihrerseits in verschlüsselter Form auf der DVD. Zum Entschlüsseln der Title-Keys wird der Disk-Key benötigt. Dieser bei jeder CSS-DVD unterschiedliche Disk-Key wird mit allen 409 Geräteschlüsseln verschlüsselt und liegt 409 mal mit diesen 409 Geräteschlüsseln verschlüsselt auf der DVD.
Ein lizenzierter DVD-Player durchläuft die folgenden Schritte, um ein CSS-geschütztes Video abzuspielen:
- Mit einem dem Player bekannten Geräte-Schlüssel wird der Disk-Key entschlüsselt.
- Mit Hilfe des Disk-Keys wird der Title-Key für das betreffende Kapitel entschlüsselt.
- Mit dem Title-Key wird der Sektor-Schlüssel entschlüsselt.
- Der Sektor-Schlüssel wird benutzt, um die zum Teil verschlüsselten MPEG-2-komprimierten Videodaten zu entschlüsseln.

Eine Gerätelizenz kann widerrufen werden, indem bei neu produzierten DVDs der Disk-Key nicht mehr mit dem entsprechenden Geräteschlüssel verschlüsselt wird. CSS verhindert also keineswegs die Erstellung von bitgetreuen Kopien einer DVD, sondern das Abspielen von DVDs auf unlizenzierten Geräten, die nicht von der CCA autorisiert sind.
CSS-verschlüsselte Filmdateien auf DVD können zwar ohne weiteres auf beispielsweise die Festplatte kopiert werden, müssen aber vor dem Abspielen bzw. Umrechnen des Videomaterials erst entschlüsselt werden. Es ist außerdem nicht möglich, ohne Aufhebung der Verschlüsselung eine funktionierende 1:1-Kopie auf einer beschreibbaren DVD zu erstellen, wenn das Original mit CSS geschützt ist. Ferner gibt es für DVD-Inhalte noch Regionalcodes, die das Abspielen von DVDs nur in den Regionen ermöglichen soll, für deren Markt sie gedacht sind.
Das CSS-Nachfolgeverfahren, das auf HD DVDs und Blu-ray Discs eingesetzt wird, heißt Advanced Access Content System (AACS). Alternativ zu diesen hauptsächlich auf Verschlüsselung basierenden Verfahren gibt es auch physikalische Kopierschutzmethoden wie ARccOS.

## CSS-Hack
Da die in CSS verwendete Kryptographie mit lediglich 40 Bit langen Schlüsseln, deren Komplexität auf 225 verringert werden kann, schon Mitte der 2000er-Jahre in vertretbarer Zeit von haushaltsüblichen PCs per Brute-Force-Attacke geknackt werden konnte, ist auch der Aufwand zur Wiederherstellung der Inhalte beherrschbar. Dies musste vom DVD Forum bei der Standardisierung von CSS im Jahre 1996 wissentlich in Kauf genommen werden, da die damaligen Exportbeschränkungen der USA aus Sicherheitsgründen keinen Export von starker Kryptographie ins Ausland zuließen. Der Brute-Force-Ansatz erwies sich sehr bald sogar als unnötig, da Kryptographen und Hacker herausfanden, dass CSS fundamentale Designfehler enthält, die ein Knacken des Abspielschutzes innerhalb von Sekunden erlauben.
Bei allen Bemühungen der Industrie, die genaue Funktionsweise von CSS geheim zu halten, musste die Technologie in Millionen von Geräten und Programmen (Software-DVD-Player) implementiert werden. Vermutlich gelangte die Funktionsweise der Technologie durch Reverse Engineering der Software-DVD-Player an die Öffentlichkeit. Schließlich verbreitete sich im Oktober 1999 das Programm DeCSS im Internet, mit dem sich CSS umgehen lässt.
Auch vorher schon war so genannte Ripper-Software verfügbar, die die Daten abfängt, wenn sie zur Darstellung entschlüsselt und dekodiert sind, und dann erlaubt, sie ungeschützt zu speichern. Bereits am Tag nach der Veröffentlichung des DeCSS-Quelltextes wurde in einer Analyse der CSS-Schlüssel-Generierung ein Code erwähnt, der auf einem, bereits damals eher leistungsschwachen, mit 366 MHz getakteten Celeron-Prozessor lediglich 17 Stunden zur Generierung eines gültigen Player-Keys brauche.
Nochmals einen Tag später beschrieb Frank A. Stevenson einen Angriff der Komplexität 216 bei 6 bekannten Bytes. Moderne Prozessoren schaffen dies praktisch sofort. Dieser Angriff wurde noch weiter optimiert, sodass man nur noch 5 Bytes brauchte (die laut dem CSS-Standard immer bekannt sind und als Hash-Wert auf der DVD liegen). Gleichzeitig baute ein Hacker einen Crack, mit dem eine VOB-Datei (DVD Video Object) entschlüsselt und auf der Festplatte als MPEG-Datei abgelegt werden konnte. Zu diesem Zeitpunkt ging es längst nur noch darum, herauszufinden, wie mangelhaft CSS insgesamt war.
Am 30. Oktober 1999 wurden sämtliche Player-Keys auf der Mailingliste livid-dev veröffentlicht. Mit dem Verlust einzelner Player-Keys hatte die Filmindustrie gerechnet und CSS auf das nachträgliche Löschen solcher Keys wie dem des im Rahmen der DeCSS-Entwicklung gehackten Xing DVD-Players ausgelegt. Mit der jüngsten Entwicklung zeigte sich aber, dass diese Methode nicht machbar war: Einerseits hätte das Austauschen sämtlicher Player-Keys dazu geführt, dass alle bestehenden Player mit neuen DVDs nicht mehr kompatibel gewesen wären, andererseits hatten die Hacker gezeigt, dass sie die neuen Player-Keys wohl ebenso schnell herausgefunden hätten wie die alten.
Am gleichen Tag postete Stevenson noch eine weitere Angriffsmöglichkeit: Über den Disk-Key-Hash war es möglich, den Disk-Key innerhalb weniger Sekunden zu erhalten, ohne über einen einzigen Player-Key zu verfügen.
Vom Chaos Computer Club wird CSS als ein „laienhaftes Verschlüsselungssystem“ bezeichnet. Der Verein hat auf seiner Website einen umfassenden Bericht über den Verlauf des Hacks bereitgestellt.
Auch Bruce Schneier, einer der führenden Kryptographen weltweit, nannte CSS „ein sehr schwaches Programm mit einem sehr schwachen 40-Bit-Schlüssel, gestützt auf einen schwachen Algorithmus“.
Die Motion Picture Association of America (MPAA) gab in ihrem FAQ eine Stellungnahme zu dem Vorwurf, CSS sei leicht zu hacken gewesen, zu: „Es gibt kein perfektes Verschlüsselungssystem, das immun gegen Angriffe ist. Derzeit werden neuere und komplexere Kopierschutzsysteme entwickelt; wir gestehen jedoch ein, dass entschlossene Diebe versuchen werden, auch diese Schutzsysteme zu umgehen“.

## Kritik und Alternativen
Initiativen wie die Global Internet Liberty Campaign und OpenDVD engagieren sich gegen CSS. OpenDVD wurde von Soft- und Hardwareingenieuren gegründet, die neue und bessere Wege suchen, um DVD industrieweit einzusetzen. Auch sie wollen die Rechte der Urheberrechtsinhaber schützen, es aber auch Konsumenten ermöglichen, eigene DVD-Videos herzustellen und von ihren Fair-Use-Rechten Gebrauch zu machen. Zu diesem Zwecke bildete sich das Linux Video and DVD Project (LiViD), das im Februar 2001 das Open Media System vorstellte, mit dem DVDs auch unter dem Betriebssystem GNU/Linux abgespielt werden können.